# The Attack (hudební skupina)
The Attack byla britská psychedelicky rocková skupina, založená v roce 1966 v Londýně. Proslavili se coververzí skladby „Hi Ho Silver Lining“. Po rozpadu skupiny se nejvíce prosadili David O'List (The Nice) a John Du Cann (Atomic Rooster).